# Конакри

Национальный стадион

Конакри́ или Ко́накри (фр. Conakry [kɔnakʁi]) — столица Гвинеи с 1958 года и административный центр одноимённого административного региона. Порт на побережье Атлантического океана. Население города по данным на 2012 год составляет 2 164 182 человека; по данным переписи 1996 года оно насчитывало 1 092 936 человек. В административном отношении подразделяется на пять коммун (Калум, Диксин, Матам, Ратома и Матото) и 97 кварталов.

## Этимология
Город возник в 1885 году на месте деревни, расположенной на острове, и унаследовал её название Конакри что значит за водой, на другом берегу, которое, очевидно, было дано жителями материкового побережья.

## География
Город расположен на полуострове Калум и острове Томбо (Толебо), соединённом дамбой с материком, сама дамба была построена ещё в 1891 году. Остров ныне является центральной частью города.
Средние высоты не превышают 100 м. Велик уровень загрязнённости.

### Климат
Климат города характеризуется как субэкваториальный. Чётко выражены сухой сезон и сезон дождей. Сухой сезон продолжается с декабря по апрель. Годовая норма осадков составляет около 3800 мм; самые влажные месяцы: июль и август.
| Показатель                                                           | Янв. | Фев. | Март | Апр. | Май  | Июнь | Июль | Авг. | Сен. | Окт. | Нояб. | Дек. | Год  |
| -------------------------------------------------------------------- | ---- | ---- | ---- | ---- | ---- | ---- | ---- | ---- | ---- | ---- | ----- | ---- | ---- |
| Абсолютный максимум, °C                                              | 40   | 34   | 39   | 38   | 37   | 35   | 35   | 37   | 37   | 38   | 40    | 38   | 40   |
| Средний максимум, °C                                                 | 32,2 | 33,1 | 33,4 | 33,6 | 33,2 | 31,8 | 30,2 | 29,9 | 30,6 | 30,9 | 32,0  | 32,2 | 31,9 |
| Средняя температура, °C                                              | 26,1 | 26,5 | 27,0 | 27,4 | 27,5 | 26,5 | 25,5 | 25,2 | 25,6 | 26,3 | 27,0  | 26,6 | 26,4 |
| Средний минимум, °C                                                  | 19,0 | 20,2 | 21,2 | 22,0 | 20,7 | 20,2 | 20,4 | 20,8 | 20,7 | 20,4 | 21,0  | 20,1 | 20,6 |
| Абсолютный минимум, °C                                               | 18   | 20   | 20   | 20   | 20   | 20   | 20   | 22   | 21   | 18   | 18    | 18   | 18   |
| Норма осадков, мм                                                    | 1    | 1    | 3    | 22   | 137  | 396  | 1130 | 1104 | 617  | 295  | 70    | 8    | 3784 |
| Температура воды, °C                                                 | 27   | 26   | 26   | 27   | 28   | 28   | 28   | 27   | 27   | 28   | 29    | 28   | 27   |
| Источник: Гонконгская обсерватория, Weatherbase, World Climate Guide |      |      |      |      |      |      |      |      |      |      |       |      |      |

## История
Посёлок Конакри, название которого, по легенде, происходит от имени Cona и слова nakiri — другой берег на языке сусу, появился на острове Томбо, а затем постепенно занял узкую полосу полуострова Калум. До 1880-х годов, когда Великобритания уступила остров Франции, на нём проживало менее 500 человек.
Город основала французская администрация в 1880-х годах (по одним данным, в 1884 году, по другим в 1885 или 1887 годах) и объединил нескольких рыбацких посёлков. С 1890-х годов является административным центром колонии Французская Гвинея. Со 2 октября 1958 года, после провозглашения независимости, столица Республики Гвинея.
В 1970 году в рамках подавления борьбы за независимость Гвинея-Бисау, которую поддерживала Гвинея, португальская армия на один день захватила город с целями уничтожения инфраструктуры повстанцев, освобождения португальских военнопленных, а также поимки Амилкара Кабрала и свержения режима Ахмеда Секу Туре. В итоге им не удалось ни арестовать Кабрала, ни свергнуть режим Секу Туре. Вторжение продолжалось сутки, после чего португальцы покинули страну. Вторжение стало поводом для волны репрессий, в частности, внесудебных казней, в окружении Секу Туре.

## Экономика и транспорт
Конакри — главный экономический центр страны, где сосредоточена большая часть предприятий обрабатывающей промышленности. Развиты металлообработка, пищевая, химическая, текстильная, деревообрабатывающая промышленность, рыболовство. Через порт Конакри идёт большая часть внешней торговли Гвинеи, осуществляется вывоз бокситов, бананов, кофе, ананасов, яблок, цитрусовых, клубники, рыбы и других продуктов. В последнее время стало активно развиваться выращивание овощей, зелени и фруктов методом гидропоники.
Имеются железная дорога и международный аэропорт Конакри, носящий имя. А. С. Туре. Ряд автобусных маршрутов связывает Конакри с соседними регионами. По городу курсируют такси.

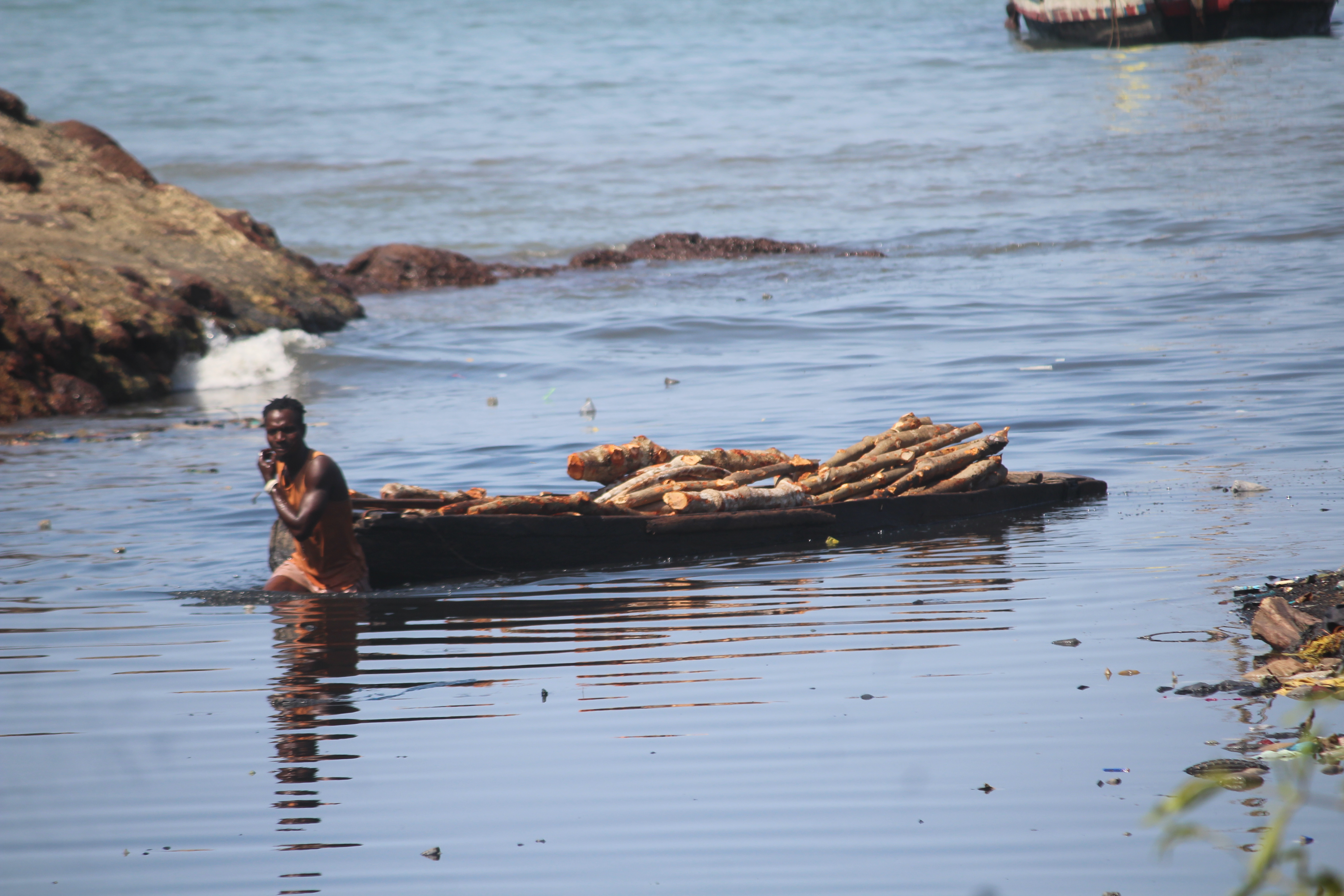

## Архитектура и достопримечательности
Город стал активно застраиваться с конца XIX века, здания современного типа появились в 1960-е годы. В городе находятся Политехнический институт, гостиница «Камайен», Научный центр (возведён в 1982 году) и Национальный стадион на 25 тысяч мест, в строительстве которых участвовал Советский Союз, а также Национальный музей. В коммуне Диксин имеется ботанический сад.
На острове Толебо находятся Президентский дворец, монумент и виллы, в которых размещаются международные организации, посольства, банки и прочие организации. Одной из главных достопримечательностей является Великая (или Большая) мечеть, одна из крупнейших в Западной Африке.
В восточной части города располагается Музей национальных искусств, в северной части находится Народный дворец, в котором проходят театральные представления. Помимо этого, в городе находится штаб-квартира Демократической партии Гвинеи.

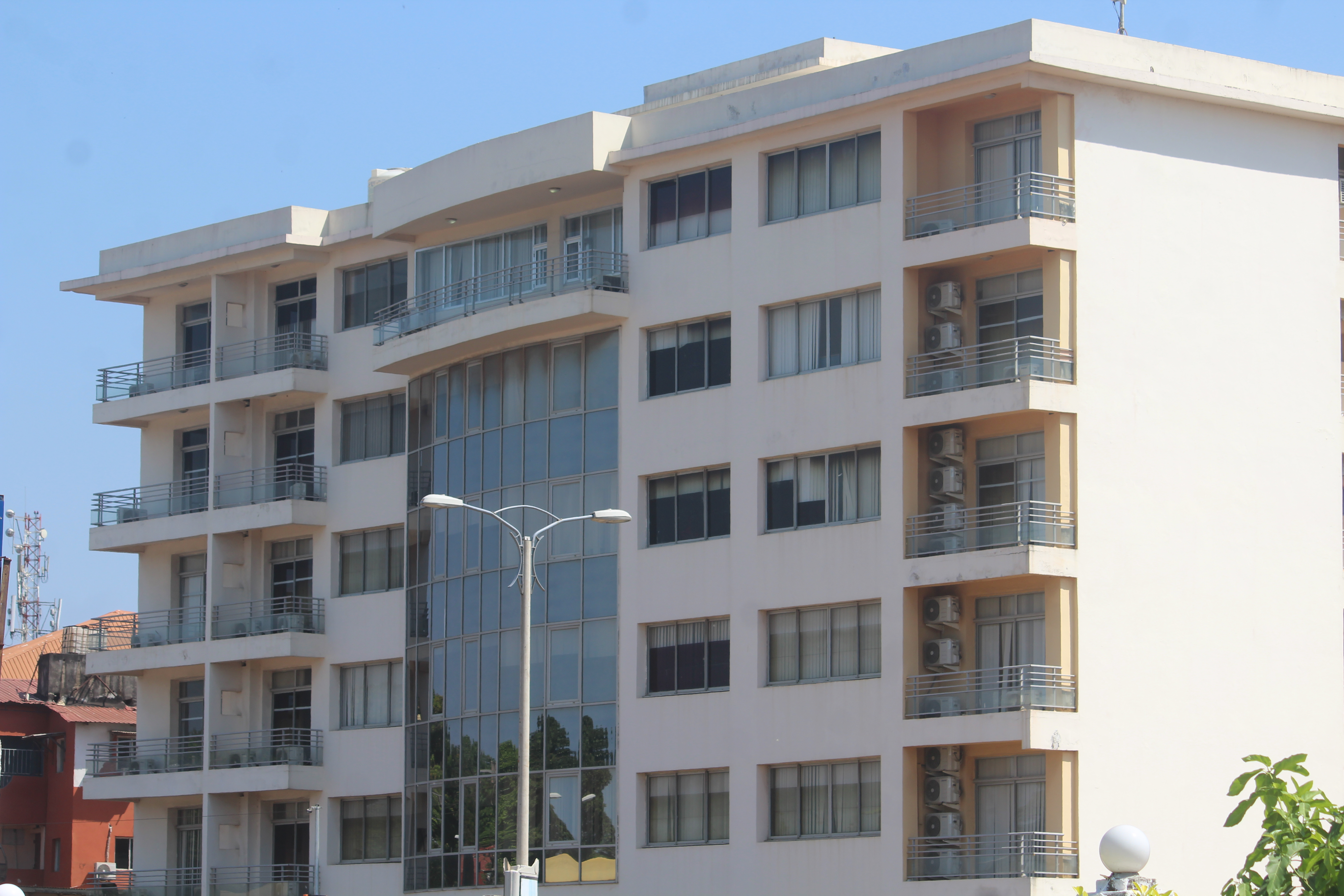

Крупнейший рынок Мадина.

## Образование и наука
- Центральный колледж Гбессия.
- Колледж-Лицей Сент-Мари.
- Университет Гамаля Абделя Насера (ранее Политехнический институт).
- Национальный географический институт.
- Национальная библиотека.
- Национальный архив Гвинеи.
- Университет Кофи Аннана.

## Известные уроженцы и жители
- Исмаэль Бенгура — гвинейский футболист.
- Тити Камара — гвинейский футболист..
- Паскаль Фейндуно — гвинейский футболист
- Катуша Найан — французская фотомодель.
- Сулейман Юла — гвинейский футболист.
- Уильям Сассин — гвинейский писатель.

## Галерея

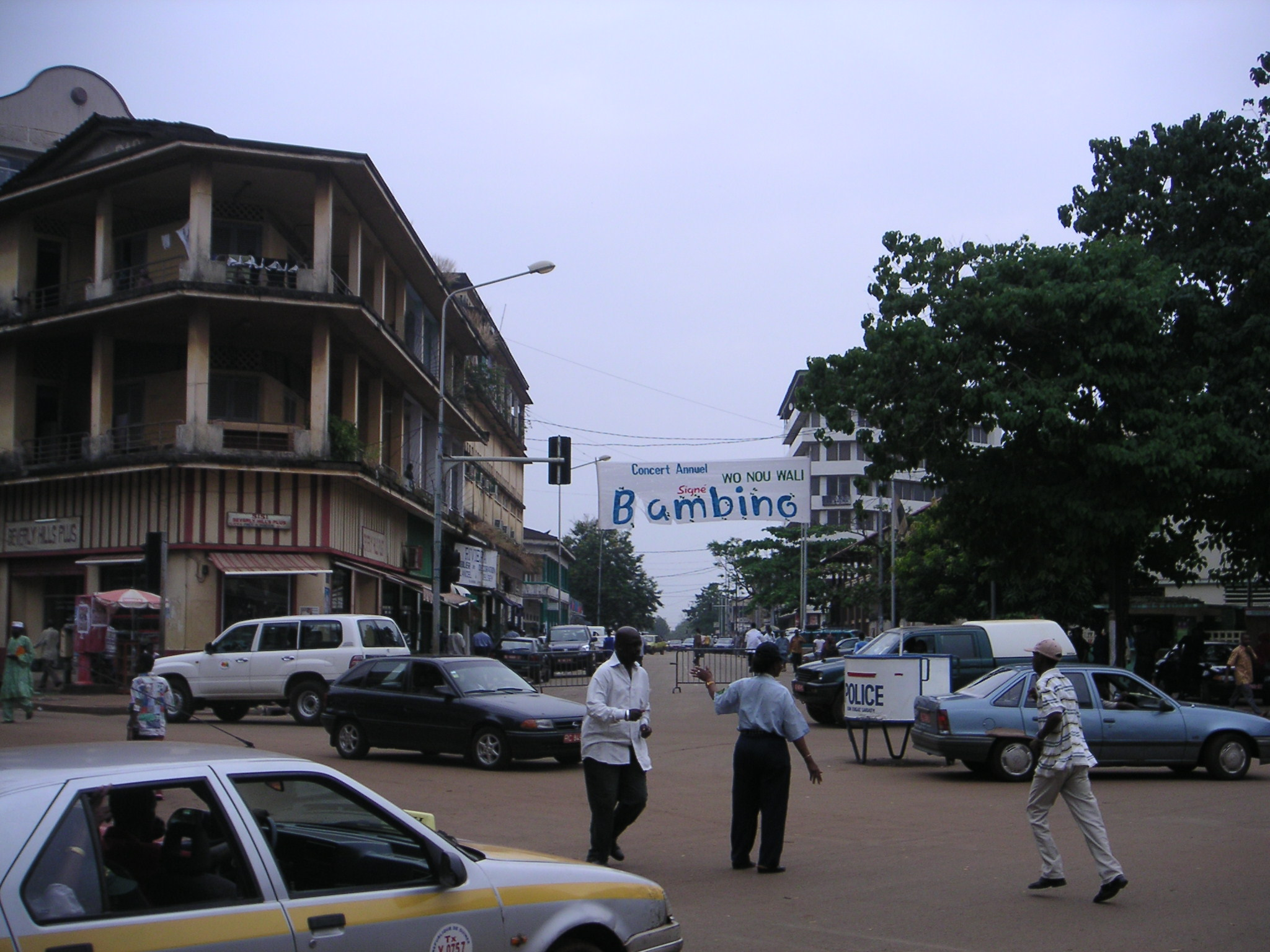
Одна из улиц города
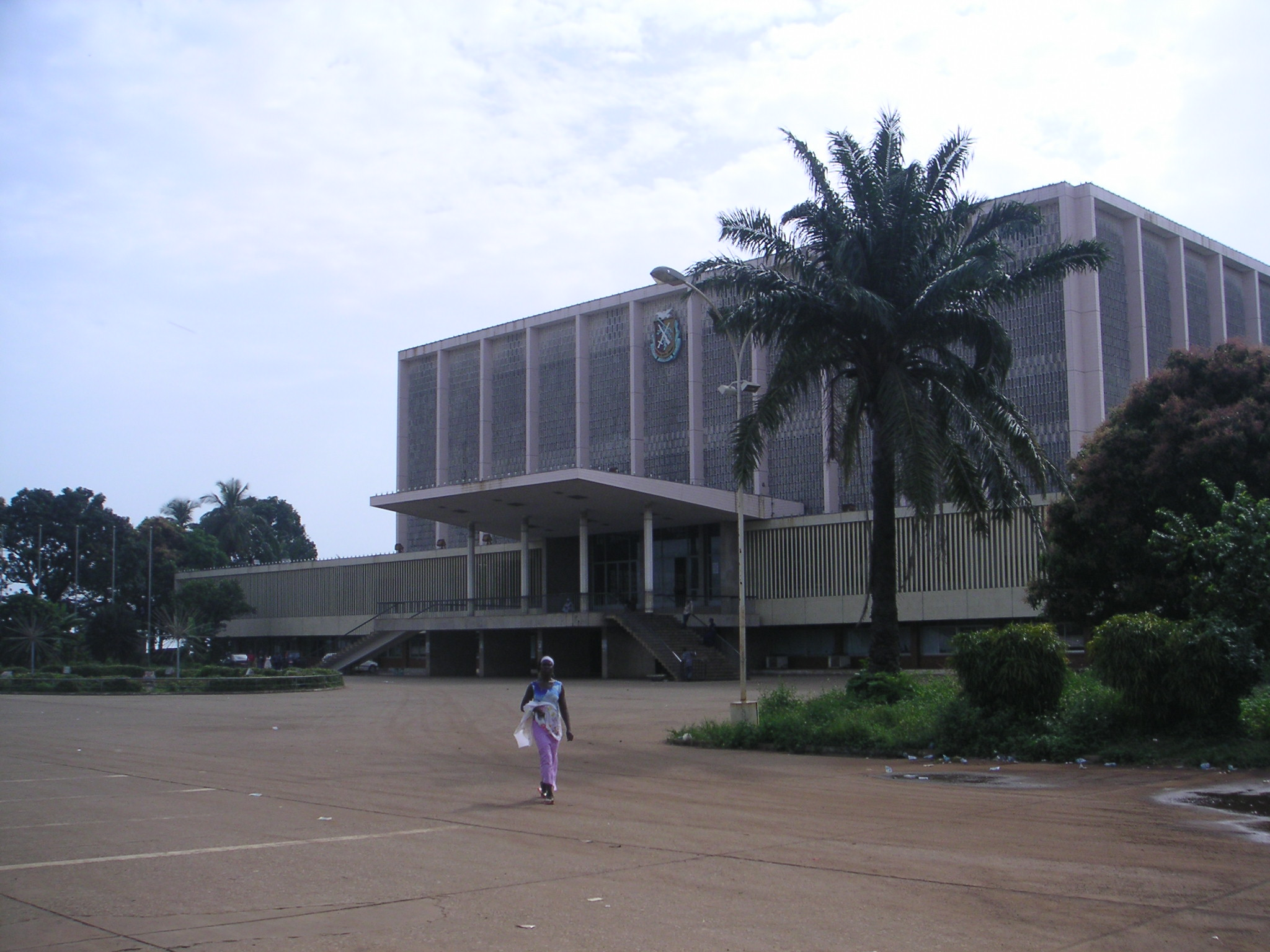
Народный дворец